# Chiesa di San Bartolomeo a Spedaletto
La chiesa di San Bartolomeo a Spedaletto si trova nell'omonima frazione di Pistoia.

## Storia e descrizione
La chiesa è quanto rimane di un antichissimo insediamento agostiniano detto ospizio di Pratum Episcopi. Il complesso era fortificato e, come la badia a Fontana Taona e la pieve di Valdibure, costituiva un luogo di riposo per i viandanti che transitavano l'Appennino in quelle valli solitarie e piene di pericoli e al contempo una difesa dei confini di territorio. 
Originariamente dipendente dalla canonica della cattedrale di San Zeno di Pistoia, il complesso passò nel 1473 sotto la giurisdizione della Pia casa della Sapienza, allora fondata dal cardinale Niccolò Forteguerri e il patronato di tale famiglia rimase attraverso i secoli, come dimostra il grande stemma settecentesco.
Forse è per questa chiesa che la Sapienza commissionò nel 1529 una tavola a Domenico di Marco Rossermini con San Bartolomeo, oggi nel Museo civico di Pistoia.